# Heket

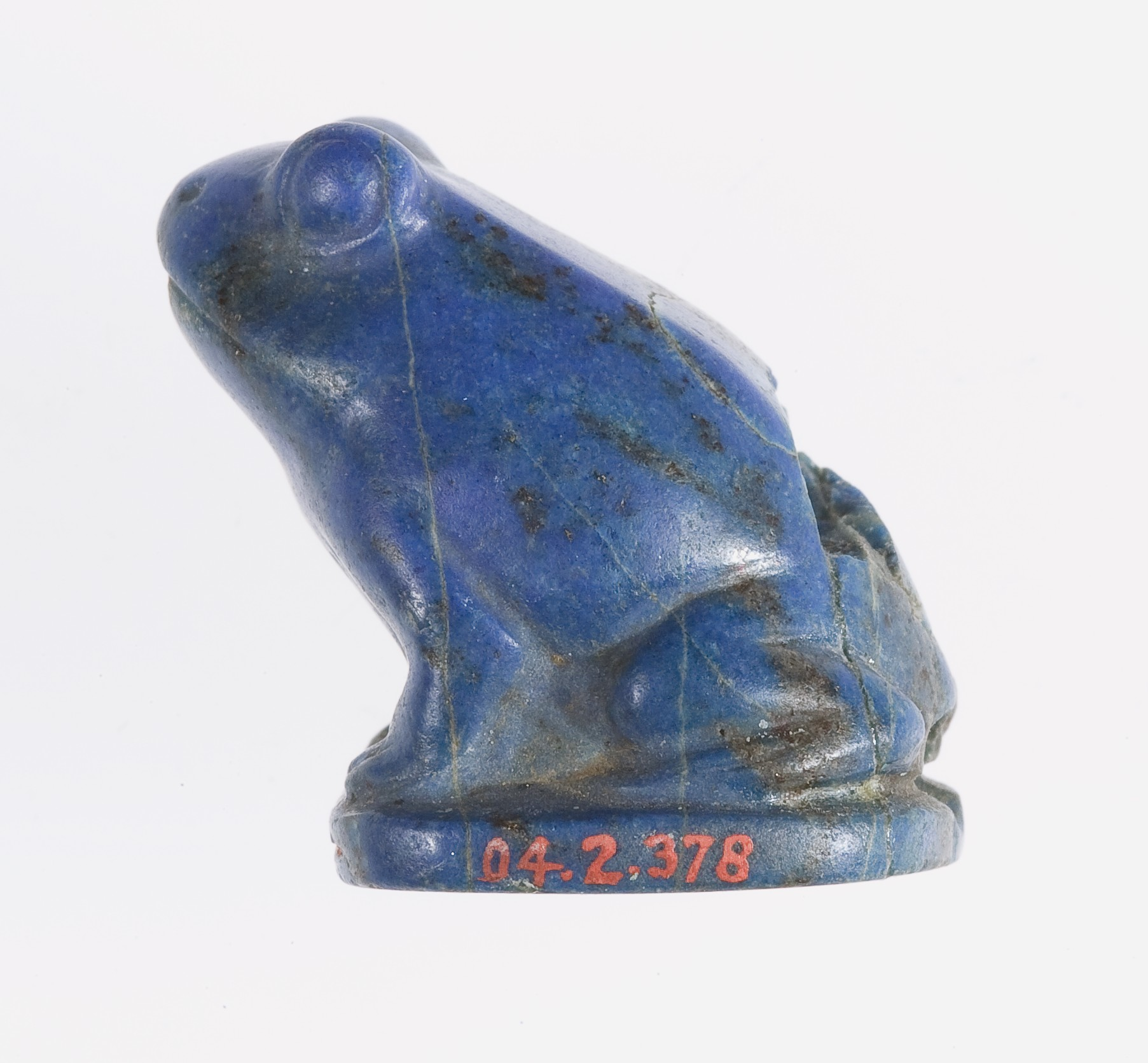
Amulet Heket z lapis lazuli (Epoka Późna)

Heket, Hekat (egip. Ḥḳt, Ḥqt; dosł. „Żaba”) – w mitologii egipskiej bogini narodzin i opiekunka kobiet rodzących.

## Charakter i postać
Wyobrażano ją w postaci żaby (uważanej za symbol życia, płodności i narodzin), bądź jako kobietę z głową tego płaza. Wierzono, że jest bóstwem przekazującym tchnienie życia, dlatego jednym z jej atrybutów był symbol życia anch. Wspomagała kobiety podczas porodu i połogu, wzywana m.in. dla złagodzenia cierpień rodzących; była również patronką położnych.
Jej małżonkiem był Chnum – boski garncarz kształtujący z gliny na kole postacie ludzkie, w czym mu pomagała poprzez kształtowanie dziecka w łonie matki. Wraz z nim wchodziła w skład bóstw Enneady z Abydos (Abdżu) jako włączona do kręgu ozyriackiego. Występowała też w składzie hermopolitańskiej Ogdoady. W Epoce Późnej przedstawiano ją jako uczestniczącą w scenie pośmiertnego spłodzenia Horusa.

## Kult
Czczono ją głównie w Her-ur, w okolicach Hermopolis, ośrodkiem kultu było również Abydos. W późniejszych czasach oddawano jej cześć przede wszystkim w Antinoe (rzym. Antinoopolis), choć w roli opiekunki rodzących i położnic w znacznym stopniu zastąpiła ją Toeris.
Grecy utożsamiali ją z Ejlejtyją. Wcześniej, od epoki Starego Państwa Egipcjanie identyfikowali z nią także boginię Nechbet. 
Popularne były amulety z jej wyobrażeniem, wykonywane z barwnych kamieni, fajansu, kości słoniowej i itp. materiałów. Liczne figurki odnalezione w najstarszym kręgu świątynnym w Abydos mają charakter darów wotywnych. Wizerunek żaby, który w Epoce Późnej stał się symbolem odrodzenia, przejęty został następnie przez chrześcijaństwo wraz z rytualną formułą „ja jestem zmartwychwstanie”. W czasach Średniego Państwa umieszczany na magicznych nożach używanych przy porodzie, później często spotykany na koptyjskich lampkach oliwnych.